# Štefan Balogh
Štefan Balogh (* 21. května 1943) byl slovenský a československý politik a bezpartijní poslanec Sněmovny národů Federálního shromáždění za normalizace.

## Biografie
K roku 1981 se profesně uvádí jako zootechnik. Ve volbách roku 1981 zasedl do slovenské části Sněmovny národů (volební obvod č. 138 - Sobrance, Východoslovenský kraj). Ve Federálním shromáždění setrval do konce funkčního období, tedy voleb roku 1986.